# SN 2011hn
SN 2011hn – supernowa typu II-P odkryta 3 października 2011 roku w galaktyce IC2428. W momencie odkrycia miała maksymalną jasność 17,80m.